# Charles Malik
Pour les articles homonymes, voir Malik.
Charles Habib Malik (1906-1987 ; en arabe : شارل مالك) est un diplomate, homme politique et universitaire libanais. Il a occupé plusieurs fonctions au sein de l'Organisation des Nations unies et a joué un rôle important au sein de la politique libanaise. Il est un des rédacteurs de la Déclaration universelle des droits de l'homme.

## Biographie
Charles Malik est né en 1906 à Bitirram (en), un village situé dans le district du Koura, au nord du Liban. Ses parents, Dr. Habib Malik et Zarifa Karam, étaient des chrétiens orthodoxes. Il est mort le 28 décembre 1987 à Beyrouth, à la suite d'une intervention chirurgicale.

### Formation
Il est élève de l'École missionnaire américaine pour garçons de Tripoli, puis de l'Université américaine de Beyrouth, dont il obtient un diplôme en mathématiques et physique. En 1929, il quitte le Liban pour se rendre au Caire, en Égypte, où il développe un goût pour la philosophie. Cette appétence le mène à Fribourg-en-Brisgau, en Allemagne, où il suit l'enseignement de Martin Heidegger, de 1932 à 1933. Mais l'avènement du nazisme l'insupporte et le pousse à quitter l'Allemagne pour l'Université Harvard aux États-Unis. C'est là qu'il suit les cours d'Alfred North Whitehead. En 1937, il obtient son PhD, toujours à Harvard, s'inspirant des métaphysiques de ses deux maîtres, Heidegger et Whitehead.

### Carrière universitaire
Une fois diplômé, Charles Malik enseigne à Harvard ainsi que dans d'autres universités américaines. Il retourne au Liban avant la fin de la Seconde Guerre mondiale, où il intègre l'Université américaine de Beyrouth. Il y est le fondateur du département de philosophie et du département d'anthropologie culturelle.
 Néanmoins en 1945, la fin de la Seconde Guerre mondiale le place sur le devant de la scène politique internationale, qu'il ne quitte pas jusqu'en 1960. Durant cette période, il marque une pause dans sa carrière universitaire.
 En 1960, fort de son expérience politique, il reprend ses enseignements. Il enseigne alors à l'American University à Washington, au Dartmouth College dans le New Hampshire, à l'université Notre-Dame dans l'Indiana, à l'Université de Waterloo au Canada en tant que Pascal Lecturer en 1981. Son dernier poste officiel est à l'Université Catholique d'Amérique à Washington, où il officie comme Jacques Maritain Distinguished Professor of Moral and Political Philosophy (Professeur distingué Jacques Maritain de philosophie morale et politique) de 1981 à 1983. Bien que ses fonctions de professeur l'appellent principalement en Amérique du Nord, il conserve sa chaire de philosophie à l'Université américaine de Beyrouth de 1962 à 1976. Il a reçu au moins 50 diplômes honorifiques d'établissements d'enseignement supérieur des États-Unis, du Canada et d'Europe .

### Engagements politiques

#### À l'Organisation des Nations unies
En 1945, il est choisi pour être l'ambassadeur libanais aux États-Unis et à l'Organisation des Nations unies. Il représente le Liban à la Conférence de San Francisco de 1945, fondatrice de l'Organisation des Nations unies. En 1946 et 1947, il sert comme rapporteur pour la Commission pour les droits de l'homme des Nations unies, pour ensuite devenir président du Conseil économique et social des Nations unies. En 1947, il participe à la rédaction de la Déclaration universelle des droits de l'homme aux côtés de la présidente siégeante de la Commission pour les droits de l'homme des Nations unies, la déléguée américaine à l'Assemblée générale des Nations unies, Eleanor Roosevelt. Son rôle dans la rédaction du texte est reconnu comme prépondérant, et on le désigne comme la "force motrice" dans l'arrangement du texte. « Nous avons eu la chance d'avoir Charles Malik comme président », a écrit dans ses mémoires John Humphrey, directeur de la division des droits de l'homme au Secrétariat des Nations unies. Il connaissait bien l'histoire législative de ce document ». En 1952, il succède à Eleanor Roosevelt au siège de l'Assemblée générale des Nations unies.Il exprime librement ses idées lors des débats en critiquant régulièrement l'Union Soviétique. Il reste ambassadeur aux États-Unis et à l'ONU jusqu'en 1955. Après une pause de trois ans, il revient présider la treizième session de l'Assemblée générale des Nations unies.

#### Au Liban
Parallèlement à ses activités à l'ONU, Malik est nommé au gouvernement libanais. Il est Ministre de l'Éducation Nationale en 1956 et 1957, et Ministre des Affaires Étrangères de 1956 à 1958. Tout en étant Ministre, il est élu à l'Assemblée nationale du Liban en 1957, où il siège trois années. Le déclenchement de la guerre civile libanaise, qui dura de 1975 à 1990, pousse Malik à fonder le Front pour la liberté et l'homme au Liban, afin de défendre la cause chrétienne, qui intègre plus tard la coalition chrétienne du Front libanais. Au sein du front, Malik est le seul chrétien orthodoxe parmi des maronites, et vraisemblablement la tête pensante du parti. Les membres du Front comptaient des personnalités de la droite chrétienne, comme Pierre Gemayel, le fondateur des Phalanges libanaises, et Camille Chamoun, ancien Président de la République libanaise de 1952 à 1958 et dirigeant du Parti national-libéral.

### Activités religieuses
Malik officie aussi sur la question religieuse, tentant de briser les lignes confessionnelles entre chrétiens orthodoxes, catholiques et protestants. Il est l'auteur de nombreuses exégèses de la Bible et de commentaires des écrits des Pères de l'Église, et l'un des rares théologiens orthodoxes de son temps à être reconnu dans les cercles évangéliques. Il est cité par des dirigeants évangéliques comme Bill Bright. De 1966 à 1972, il est vice-président de l'Alliance biblique universelle, et de 1967 à 1971, il est président du Conseil mondial pour l'éducation chrétienne.

## Œuvres
- War and Peace, 1950
- Christ and Crisis, 1962
- Man in the Struggle for Peace, 1963